# اتحاد الديمقراطيين الليبيريين
اتحاد الديمقراطيين الليبيريين هو حزب سياسي في ليبيريا. وقدم مرشحين في انتخابات 11 أكتوبر 2005.
حصل المرشح الرئاسي للحزب، روبرت كبوتو، على 0.4% من الأصوات. فشل الحزب في الفوز بأي مقاعد في مجلس الشيوخ أو مجلس النواب.
خاض الحزب الانتخابات العامة لعام 2011 والتي أُقيمن في 11 أكتوبر 2011. ترشح عن الحزب جوناثان أ. لكنه فشل في الفوز بالمقعد الرئاسي.
حصل جوناثان على 2645 صوتًا بنسبة 0.2%. وفشل الحزب في الفوز بأي مقاعد في مجلس الشيوخ أو مجلس النواب في الانتخابات العامة 2011. 